# Alexej Barchevitch

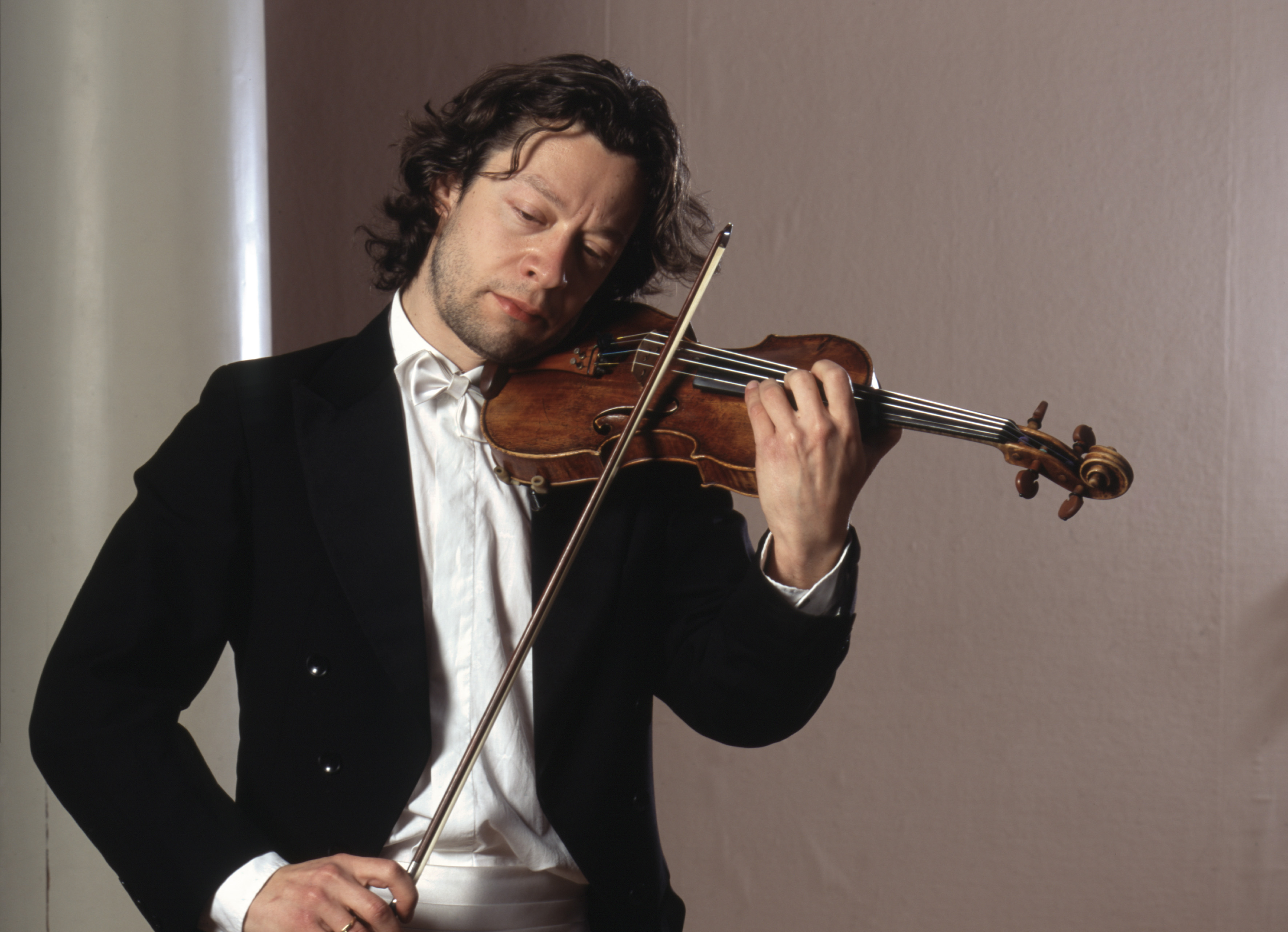
Alexej Barchevitch (Mai 2011)

Alexej Barchevitch (* 6. November 1976 in Leningrad, Sowjetunion) ist ein deutscher Violinist und Konzertmeister russischer Herkunft.

## Leben
Alexej Barchevitch wurde 1976 in Leningrad (heute St. Petersburg) als Sohn einer Musikerfamilie geboren. Er besuchte die Spezialmusikschule des Petersburger Konservatoriums bei der Professorin Larissa Baranowa. Seine Ausbildung setzte er bei Jost Witter im Musikgymnasium Schloss Belvedere in Weimar fort. Danach begann er mit dem Studium an der Hochschule für Musik Franz Liszt Weimar bei Jost Witter und schloss 1998 mit dem Diplom ab. Es folgte ein Aufbaustudium und 2003 der Abschluss mit Konzertdiplom.
Alexej Barchevitch sammelte Orchestererfahrungen als Konzertmeister des „Belvedere“-Kammerorchesters, des Hochschulorchesters und als Solist des Orchesters der Internationalen Jugend Orchesterakademie.
Ab 2001 folgte ein mehrmaliger Einsatz als erster Konzertmeister beim London Philharmonic Orchestra (LPO) und bei den Nürnberger Philharmonikern sowie der Frankfurter Oper. Von 2001 bis 2005 arbeitete er als erster Konzertmeister am Meininger Staatstheater. Von 2005 bis 2009 war er erster Konzertmeister von „de Filharmonie“/Royal Flemish Philharmonic in Antwerpen. 2009/2010 war er erster Konzertmeister der Meininger Hofkapelle. Seit Januar 2011 ist er erster Konzertmeister der Thüringen Philharmonie Gotha, jetzt Thüringen Philharmonie Gotha-Eisenach.

## Instrumente
- 1997 Leihgabe einer J. B. Guadagnini-Violine, die von Louis Spohr gespielt wurde
- 1999 Leihgabe einer Vincenzo-Panormo-Geige, Stiftung Deutsches Musikleben
- seit 2003 spielt er eine Landolfi-Geige

## Auszeichnungen
- 1993 Bundeswettbewerb Jugend musiziert, Preisträger
- 1996 Pierre-Lantier-Wettbewerb, Paris/Frankreich, 1. Preis (Grand Prix) und Spezialpreis
- 1997 DAAD-Preis (Deutscher Akademischer Austauschdienst)
- 1998 Andrea-Postaccini-Wettbewerb, Fermo/Italien, 2. Preis[4]
- 1998 Louis-Spohr-Wettbewerb, Weimar, 3. Preis

### Rezensionen
- „Alexej Barschewitsch rettet Sinfoniekonzert in Gotha“ Thüringer Allgemeine, 12. Mai 2012
- „Beglückendes Erlebnis“ Meininger Tageblatt 29. Dezember 2011
- „Hunde kläfften zu den schönsten Tönen“ Meininger Tageblatt 6. Juli 2010